# Saint-Étienne-Estréchoux
Saint-Étienne-Estréchoux är en kommun i departementet Hérault i regionen Occitanien i södra Frankrike. Kommunen ligger i kantonen Bédarieux som tillhör arrondissementet Béziers. År 2022 hade Saint-Étienne-Estréchoux 257 invånare.

## Befolkningsutveckling
Antalet invånare i kommunen Saint-Étienne-Estréchoux
Referens:INSEE